# جون إتش. دورسي
جون إتش. دورسي هو سياسي أمريكي، ولد في 26 ديسمبر 1937 في نيوآرك في الولايات المتحدة، وتوفي في 16 ديسمبر 2018. نشط حزبياً في الحزب الجمهوري. وقد انتخب عضو مجلس ولاية نيوجيرسي ‏ وانتخب عضو جمعية نيوجيرسي العامة ‏.